# Precessão apsidal

Ilustração do fenômeno da precessão apsidal.

Precessão apsidal, Precessão do periélio ou Precessão orbital, em mecânica celeste, refere-se à precessão dos pontos de periastro e apoastro. Em outras palavras, o fenômeno consiste na gradual rotação da linha que une os pontos mais próximo e mais distante da órbita de um corpo ao redor de outro. O fenômeno foi primeiro observado pelos antigos astrônomos gregos que perceberam essas mudanças na órbita da Lua. 